# قشلاق پلازیر
قشلاق پلازیر یک روستا در ایران است که در دهستان عنبران واقع شده‌است. قشلاق پلازیر ۵۵ نفر جمعیت دارد.